# Tiny Thompson
Cecil Ralph Thompson, detto Tiny (31 maggio 1903 – Calgary, 9 febbraio 1981), è stato un hockeista su ghiaccio canadese.

## Biografia
Nel corso della sua carriera ha giocato con Minneapolis Millers (1925-1928), Boston Bruins (1928-1939, con una Stanley Cup vinta nel 1929), Detroit Red Wings (1938-1940) e Buffalo Bisons (1940/41).
Si è aggiudicato per quattro volte il premio Vezina Trophy (1930, 1933, 1936 e 1938).
Nel 1959 è stato inserito nella Hockey Hall of Fame.
Anche il fratello Paul Thompson fu un giocatore professionista, di ruolo attaccante, per tre volte vincitore della Stanley Cup.